# سیارک ۷۲۳۵
سیارک ۷۲۳۵ (به انگلیسی: 7235 Hitsuzan، نامگذاری:1986UY) هفت هزار و دویست و سی و پنجمین سیارک کشف شده‌است که در ۳۰ اکتبر ۱۹۸۶ کشف شد.